# Historia Tarnowskich Gór

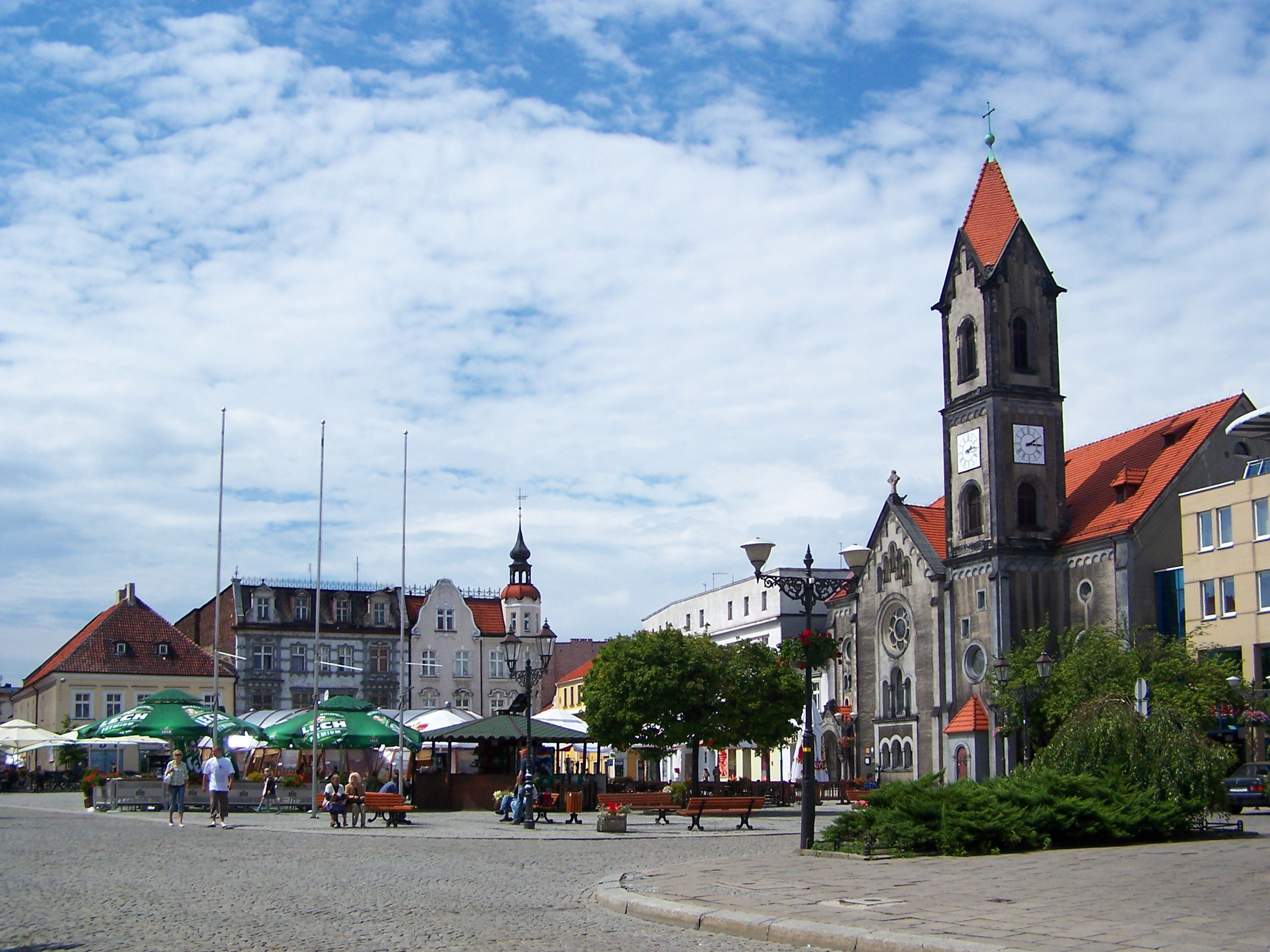
Rynek w Tarnowskich Górach

Historia Tarnowskich Gór – miasta na południu Polski, w województwie śląskim, stolicy powiatu tarnogórskiego.

## Dzieje
Odnalezione w dolinie rzeki Stoły przypływającej przez Tarnowskie Góry ślady osadnictwa dowodzą, iż już w latach 800–500 p.n.e. mieszkali tutaj ludzie. Wśród zabytków archeologicznych natrafiono na broń, narzędzia i ozdoby z brązu i żelaza. W innej części obecnego miasta wykopaliska archeologiczne potwierdzają obecność człowieka i wykorzystanie rud metali w III–IV w n.e.
Nazwa miasta pochodzi od nazwy wsi Tarnowice (obecnie dzielnica – Stare Tarnowice) i słowa gory co po staropolsku oznaczało kopalnie.
Historia miasta jest mocno związana w wydobyciem rud srebra, ołowiu i cynku. Według legendy, pierwszą bryłę kruszcu srebronośnego wyorał chłop Rybka około 1490 roku. Od tego czasu na teren dzisiejszego miasta zaczęli przybywać osadnicy, powstawały pierwsze osady górnicze.
Ówczesny właściciel ziem, Jan II, książę opolsko-raciborski, oraz margrabia Jerzy von Ansbach w 1526 roku nadali ich poddanym (na ziemiach pozostającym w ich władaniu) przywilej wspierający górnictwo, tzw. „akt wolności górniczej” (niem. Bergfreiheit). Dwa lata później została ogłoszona nowelizacja tego aktu w formie wykazu praw, czyli tzw. Ordunek Gorny, a w osadzie górniczej założonej na gruntach Tarnowic (Starych) zaczęto prowadzić księgi górnicze. W 1529 roku książę Jan II nadał Urzędowi Górniczemu w Tarnowskich Górach pieczęć z herbem, przedstawiającym orle skrzydło oraz skrzyżowane symbole górnictwa: pyrlik i żelasko. Odtąd zaczyna się okres szybkiego rozwoju górnictwa rud srebronośnych oraz miasta, w którym równie intensywnie rozwija się handel i rzemiosło. W II połowie XVI w. i w XVII w. wybudowano wiele istniejących do dziś kamienic.
W połowie XVI wieku Tarnowskie Góry, choć wciąż nie posiadające praw miejskich, były największym ośrodkiem górnictwa kruszcowego na Górnym Śląsku. Osada górnicza Tarnowskie Góry podlegała fiskalnie pobliskiemu miastu Bytom, stopniowo wyzwalając się z konieczności dzielenia się z nim wieloma podatkami górniczymi i tym samym torując sobie drogę w kierunku przekształcenia w formalne miasto. Prawa miejskie i własny herb Tarnowskie Góry (dzisiejszy wizerunek) otrzymały dopiero 25 lipca 1562 roku na mocy dokumentu wystawionego w Onolzbach przez Jerzego Fryderyka Hohenzollerna. Poszerzył on aktem z 20 października 1599 roku przywileje miasta, przyznając m.in. prawo zakładania cechów rzemieślniczych, patronatu nad kościołem, używania czerwonego wosku w kancelarii oraz nakazując miastu budowę ratusza, co oznaczało nakaz ostatecznego oddzielenia władz miejskich od górniczych. Odtąd Tarnowskie Góry stały się równoprawne innym miastom, mogły też używać nazwy Freie Bergstadt Tarnowitz, czyli Swobodne Miasto Gór Tarnowskich.
Wielu zwolenników znalazła w Tarnowskich Górach reformacja. Jej utrwalenie nastąpiło po śmierci Jana II Dobrego (1532), kiedy miasto przeszło pod panowanie Hohenzollernów. W 1529 r. protestanci wybudowali pierwszy drewniany kościół, a dwa lata później na jego miejscu – murowany. W 1531 utworzono różnowierczą szkołę, której rektorem na przełomie XVI i XVII wieku był Daniel Franconius, ariański pedagog i poeta. Świetności miasta kres położyła wojna trzydziestoletnia (1618–1648). W 1676 w Tarnowskich Górach wybuchła zaraza, która ustąpiła po procesji błagalnej do Piekar. Na pamiątkę tego zdarzenia tarnogórzanie zobowiązali się udawać corocznie w niedzielę po 2 lipca do Sanktuarium Matki Boskiej Piekarskiej. Tradycja ta trwa do dzisiaj.
16 grudnia 1740 roku wkroczeniem wojsk pruskich na Śląsk, rozpoczęły się wojny śląskie. Po zakończeniu pierwszej z nich w 1742 miasto przechodzi spod panowania austriackiego pod pruskie, a miasto stało się siedzibą władz utworzonego powiatu bytomskiego. W latach 80. XVIII wieku powstała dzięki inicjatywie Fryderyka Wilhelma von Reden rządowa kopalnia i huta „Fryderyk” – nazwana od królewskiego imienia, w której w 1788 uruchomiono pierwszą na kontynencie europejskim, sprowadzoną z Anglii, maszynę parową do odwadniania wyrobisk górniczych.
W 1803 roku otwarto pierwszą szkołę górniczą, kilkanaście lat później wydrążono nową sztolnię „Fryderyk”, założono drukarnię, wybrukowano rynek i ulicę Krakowską i Lubliniecką, założono nowe fabryki i hutę żelaza, rozpoczęto budowę wodociągów miejskich. Również wtedy powstała Spółka Bracka jako instytucja ubezpieczająca górników.
W 1818 r. starosta bytomski Karol Traugott Henckel von Donnersmarck przeniósł swą siedzibę do Bytomia.
W 1857 r. uruchomiono pierwszą linię kolejową do Opola. Rozwój miasta przypieczętowuje powstanie w 1873 r. powiatu tarnogórskiego.
W 1922 r. pomimo tego, że 85,17% mieszkańców miasta opowiedziało się w plebiscycie za Niemcami, miasto przeszło do Polski.
Na początku XX wieku wyczerpują się zasoby rud i kończy się wydobycie kruszcu.

## Kalendarium

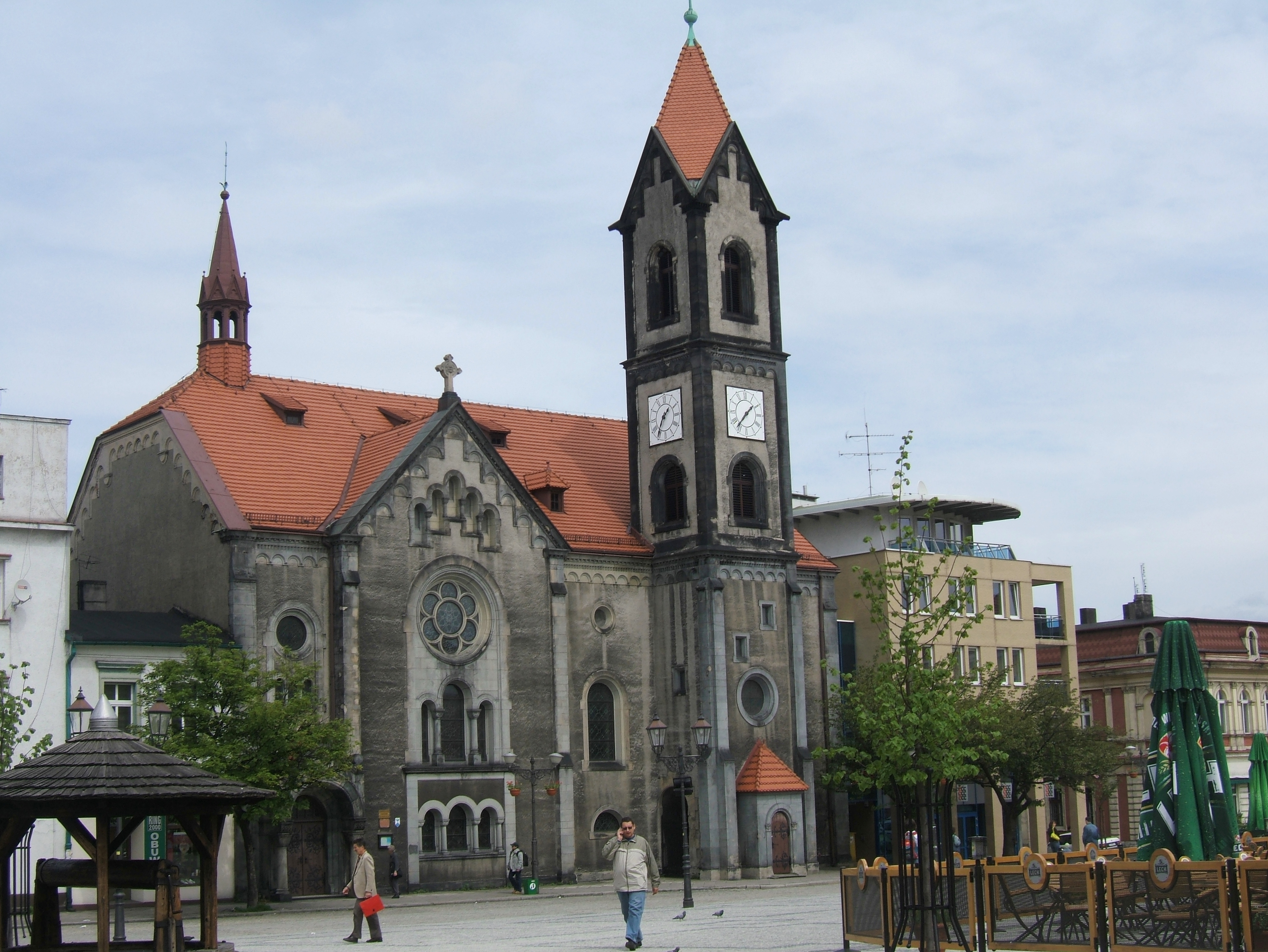
Kościół Zbawiciela w Tarnowskich Górach

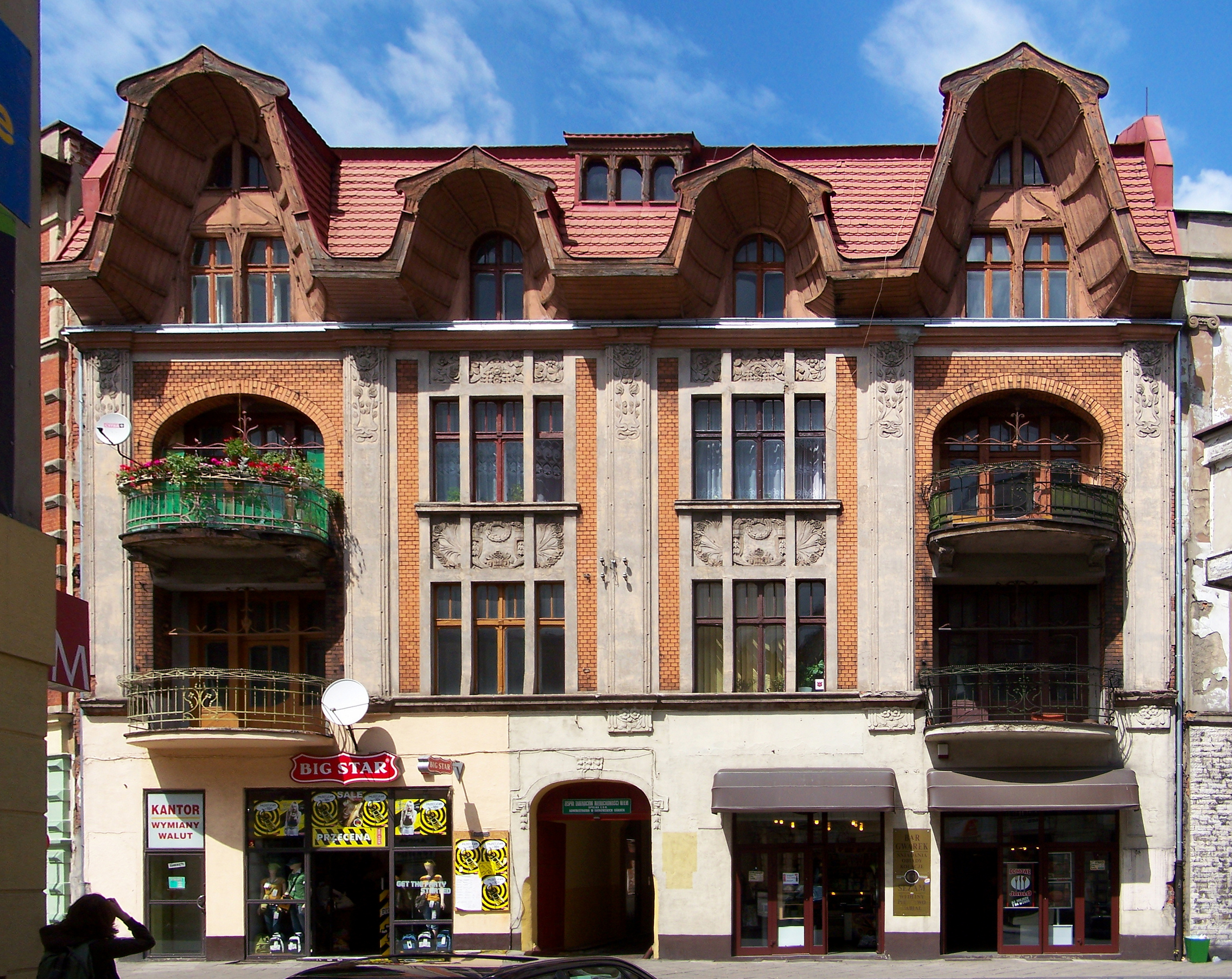
Kamienica w Tarnowskich Górach

- 800–500 p.n.e. – W dolinie rzeki Stoły osiedlają się ludzie. Wśród zabytków archeologicznych natrafiono na broń, narzędzia i ozdoby z brązu i żelaza.
- III-IV w n.e. – W centrum miasta potwierdzono obecność człowieka i wykorzystanie rud metali.

- 1201 – pierwsza wzmianka na temat Rept – bulla Innocentego III.
- 1519 – we wsiach Tarnowice (właściciel – szlachcic Piotr Wrochem), Sowice i Lasowice osiedlają się frankońscy górnicy z Bytomia, poszukujący tam srebra.
- 1526 (30 kwietnia) – książę opolski Jan II Dobry i margrabia brandenburski, książę karniowski Jerzy Pobożny Hohenzollern-Ansbach przyznają mieszkańcom swych ziem wolność górniczą. Z uprawnień tych korzystają również mieszkańcy osady górniczej, zwanej Gorami Tarnowskimi.
- 1528 – ogłoszony zostaje „Ordunek Gorny”, będący nowelizacją „wolności górniczej”. Z końcem roku do osady przybywają urzędnicy z Frankonii, którzy zakładają księgi górnicze, dokonując w nich pierwszych wpisów (13 grudnia).
- 1529
  - (3 grudnia) – tarnogórski Urząd Górniczy otrzymuje własną pieczęć i herb. Urząd sprawuje władzę górniczą, cywilną i sądowniczą. W Tarnowskich Górach powstaje protestancka gmina kościelna,
  - powstanie osady górniczej Lyszcze (na południe od Gor Tarnowskich).
- 1531
  - kończy się budowa murowanego zboru protestanckiego w miejscu dzisiejszego kościoła Piotra i Pawła. Protestanci zakładają pierwszą szkołę,
  - powstanie osady górniczej Blaszyna (na północ od Gor Tarnowskich).
- 1534 – protestanci zakładają szpital dla ubogich i chorych.
- 1556 – osadę ogarnia zaraza, wielu mieszkańców ucieka z Tarnowskich Gór.
- 1559 – przygotowania do rozbudowy kościoła powodują konieczność założenia nowego cmentarza przed Bramą Gliwicką.
- 1560 – rozpoczęcie rozbudowy kościoła (ukończona w 1562, budowa istniejącej do dziś wieży w 1563). Hełm wieży pokryto płytami ołowianymi z nieodciągniętym srebrem.
- 1561 – osada otrzymuje prawo do organizowania co roku dwóch jarmarków.
- 1562 (25 lipca) – margrabia brandenburski, książę karniowski Jerzy Fryderyk Hohenzollern nadaje Tarnowskim Górom prawa miejskie i herb; oddzielenie władz miejskich od władz górniczych.
- 1599 (20 października) – miasto otrzymuje uzupełnienie przywilejów, m.in. możliwość zakładania cechów oraz nakaz wybudowania ratusza.
- 1620 – wojska polskie (Lisowczycy) walczące po stronie cesarza w wojnie trzydziestoletniej pustoszą miasto.
- 1627 – wojska katolickie i protestanckie, walczące w wojnie trzydziestoletniej pustoszą miasto. Także w tym roku na Tarnowskie Góry nałożono wysoką kontrybucję.
- 1631 – początki szkoły katolickiej w mieście.
- 1669 – w mieście przebywa kandydat do tronu polskiego książę lotaryński Karol V Leopold.
- 1670 – w drodze do Polski zatrzymuje się w mieście cesarzowa-wdowa Eleonora Gonzaga i jej dwie córki: Eleonora Habsburg i Maria Anna Józefa Habsburg.
- 1683 – w drodze na odsiecz Wiednia zatrzymuje się w mieście król polski Jan III Sobieski.
- 1697 – w Tarnowskich Górach zatrzymuje się wraz z dworem król elekt August II Mocny.
- 1701 – wybucha wielki pożar, który niszczy znaczną część miasta. Spłonięciu ulegają między innymi wszystkie domy na rynku.
- 1707 – podczas III wojny północnej przez miasto przejeżdża król szwedzki Karol XII Wittelsbach.
- 1713 – Jezuici otwierają szkołę łacińską – pierwsze katolickie gimnazjum (przetrwało do 1765).
- 1715 – w mieście panuje zaraza – pierwsza z trzech wielkich epidemii (pozostałe w latach 1723 i 1728), w wyniku których giną setki ludzi.
- 1734 – w Tarnowskich Górach przebywa elektor saski, król elekt polski August III Sas.
- 1735–1736 – Przez 73 dni bez przerwy pada deszcz, który niszczy zbiory. W wyniku tego z głodu ginie prawie połowa mieszkańców (około 500 osób).
- 1742 – pożar niszczy 63 domy.
- 1746 – w pożarze płoną 103 domy i 17 stodół.
- 1750 – król pruski Fryderyk II Wielki potwierdza dawne przywileje Tarnowskich Gór.
- 1754 – ewangelicy otrzymują na potrzeby swej szkoły budynek (ob. siedziba Stowarzyszenia Miłośników Ziemi Tarnogórskiej), w którym uczą do 1854.
- 1780 – powstało Bractwo Strzeleckie.
- 1786 – miasto przeżywa trzęsienie ziemi. Nie ma ofiar śmiertelnych.
- 1788 – uruchomiona zostaje pierwsza maszyna parowa służąca do odwadniania kopalni.
- 1790 – miasto odwiedza niemiecki poeta Johann Wolfgang von Goethe.
- 1792 – miasto odwiedza niemiecki przyrodnik i geograf Alexander von Humboldt.
- 1793 – miasto odwiedza angielski przemysłowiec, hutnik John Baildon.
- 1796 – miasto odwiedza książę-arcybiskup gnieźnieński, hrabia Świętego Cesarstwa Rzymskiego Ignacy Krasicki.
- 1803 – rozpoczyna działalność Szkoła Górnicza (później pod nazwą Oberschlesische Bergschule), pierwsza szkoła techniczna na Górnym Śląsku (zamknięta w 1933).
- 1804 – miasto odwiedza polski polityk, twórca hymnu narodowego „Mazurka Dąbrowskiego”, Józef Wybicki
- 1806–1807 – wojny napoleońskie. Przez miasto przechodzą wojska, nakładane są kontrybucje.
- 1810 – założono cmentarz żydowski.
- 1816 – powstała loża masońska, której przewodzi radca górniczy August de Boscamp-Lasopolski.
- 1820 – w Tarnowskich Górach przebywa car rosyjski Aleksander I.
- 1821 – miasto odwiedza polski literat Julian Ursyn Niemcewicz.
- 1840 – rozpoczyna pracę drukarnia Roberta Reimana – pierwsza drukarnia w mieście.
- 1845 – przy ulicy Zamkowej powstała fabryka mydła Józefa Łukasika.
- 1848 – Wiosna Ludów. W mieście tłumy żądają zmiany wysokości podatków.
- 1856 – na Płuczkach rozpoczyna się budowa huty żelaza (później powstała tam Tarnogórska Fabryka Urządzeń Górniczych „TAGOR”).
- 1856 – rozpoczyna się budowa pierwszej linii kolejowej łączącej Tarnowskie Góry z Opolem. Początek budowy starego dworca kolejowego.
- 1857 – uruchomiona zostaje linia kolejowa. W Tarnowskich Górach swoją siedzibę otrzymuje powstała w wyniku ustawowego ubezpieczenia górników Górnośląska Spółka Bracka. Spółka liczy 17 821 członków.
- 1864 – społeczność żydowska obchodzi poświęcenie tarnogórskiej synagogi.
- 1865 – ulice miasta otrzymują oświetlenie gazowe w postaci 55 lamp. Gaz pochodzi z założonej w tym samym roku gazowni Jakuba Kroesslera.
- 1870 – założono Szkołę Realną (Realschule I. Ordnung zu Tarnowitz), od 1882 Królewskie Gimnazjum Realne (Königliches Realgymnasium zu Tarnowitz), od 1874 w nowym budynku (późniejsze Państwowe Gimnazjum Męskie im. Księcia Jana II Opolskiego od 1922, a od 1963 II LO im. Stanisława Staszica).
- 1875 – miasto odwiedza niemiecki lekarz i bakteriolog Robert Koch.
- 1876 – powstała szkoła symultaniczna dla uczniów różnych wyznań (ewangelickiego, katolickiego i żydowskiego).
- 1884 – rozpoczynają pracę: Państwowy Zakład Wodociągów i nowy szpital.
- 1892 – w Czarnej Hucie powstała fabryka papieru.
- 1895 – kończy się budowa gmachu Sądu Rejonowego (Amtsgericht).
- 1900 – miasto odwiedza cesarz niemiecki i król Prus Wilhelm II Hohenzollern.
- 1903 – na dawnych terenach górniczych powstał park miejski.
- 1907 – ukończenie na Galenbergu budowy Zakładu św. Jana (Sankt Johanneshaus), prowadzonego przez kamilianów.
- 1908 – założona zostaje szkoła dla chłopców (Knabenschule) w nowym budynku przy ob. ul. Jana III Sobieskiego oraz miejska średnia szkoła dla dziewcząt (Höhere Mädchenschule) w budynku Katharinaheim.
- 1910 – przy Zakładzie św. Jana zostaje założony park (ob. Park Ojców Kamilianów), mający na celu wspomaganie rehabilitacji leczonych tam alkoholików.
- 1913 (1 października) – powstaje pruski garnizon tarnogórski z regimentami (strzelców konnych i piechoty) rozlokowanymi w budowanych właśnie dwóch kompleksach koszarowych (Jäger Regiment zu Pferde Nr. 11 przy Lublinitzerstrasse / ob. ul. Opolskiej oraz 3. Schlesisches Infanterie Regiment Nr. 156 przy Moltkestrasse / ob. ul. Kościuszki)[1].
- 1914 – I wojna światowa, w Tarnowskich Górach 25 osób przebywa w areszcie pod zarzutem szpiegostwa.
- 1918 – powstają polskie rady ludowe i rada robotniczo-żołnierska.
- 1920 – po odejściu wojsk niemieckich do miasta wkracza oddział francuski liczący ponad 300 żołnierzy. Po raz pierwszy oficjalnie obchodzi się w mieście święto Konstytucji 3 Maja. W mieście świecą żarówki elektryczne.
- 1921 – w plebiscycie (20 marca) w powiecie tarnogórskim 61,7% osób głosowało za Polską, a 38,3% za Niemcami, ale w samych Tarnowskich Górach zwyciężyła opcja proniemiecka[2]. W wyniku postanowienia Konferencji Ambasadorów w Genewie (20 października) Tarnowskie Góry zostały przyłączone do Polski.
- 1922 – na tarnogórski rynek wkracza wojsko polskie pod dowództwem generała Stanisława Szeptyckiego.
- 1923 – miasto odwiedza prezydent RP Stanisław Wojciechowski.
- 1926 – odbywają się uroczystości 400-lecia miasta i 250-lecia ślubowanej pielgrzymki do Piekar Śląskich.
- 1927 – rada Miejska uchwala zaciągnięcie pożyczki 1 miliona złotych na budowę miejskiej kanalizacji. Rozpoczyna się budowa żeńskiego gimnazjum.
- 1929 – rozpoczyna pracę biologiczna oczyszczalnia ścieków w Lasowicach.
- 1939 – rozpoczyna się okupacja hitlerowska miasta. Aresztowania i wysiedlenia powstańców śląskich, księży, nauczycieli i urzędników. Spalona zostaje synagoga. Liczna w mieście mniejszość niemiecka entuzjastycznie wita wkraczających hitlerowców.
- 1940 – do miasta zostają włączone Lasowice, tworząc dzielnicę Tarnowitz-Nord.
- 1945
  - (22 stycznia) – miasto zostaje zajęte przez oddziały 21 armii 1 Frontu Ukraińskiego[3] Armii Czerwonej i wraca w granice Rzeczypospolitej. W wyniku działań frontowych zniszczonych zostaje kilka domów w centrum miasta. Niemcy uciekają lub zostają wysiedleni. Lasowice ponownie stają się samodzielną gminą,
  - (6 kwietnia) Ministerstwo Bezpieczeństwa Publicznego utworzyło Centralne Obozy Pracy. Obóz pracy nr 123 powstał w Tarnowskich Górach (siedziba w Lasowicach)[4].
- 1946 – zmienione zostają granice administracyjne miasta – dotychczasowe gminy: Lasowice, Stare Tarnowice, Czarna Huta i Sowice stają się częścią Tarnowskich Gór.
- 1950 – likwidacja Spółki Brackiej. Zostaje wchłonięta przez Zakład Ubezpieczeń Społecznych.
- 1953 – powstanie Komitetu dla Spraw Historii i Zabytków Ziemi Tarnogórskiej (dzisiejszego Stowarzyszenia Miłośników Ziemi Tarnogórskiej).
- 1954 – rozpoczyna się budowa Osiedla Mickiewicza, pierwszego socjalistycznego blokowiska w Tarnowskich Górach.
- 1957
  - ukazuje się „Gwarek” – pierwszy (po przejęciu władzy przez komunistów) tygodnik w mieście,
  - (14–15 września) – pierwsze Dni Gwarków Tarnogórskich, w trakcie których oddano do użytku Sztolnię Czarnego Pstrąga.
- 1958 – początek działalności Muzeum w Tarnowskich Górach.
- 1966 – powstaje Międzyzakładowy Klub Sportowy „Gwarek”.
- 1967 – uzbrojone zostają tereny pod pierwsze wielkopłytowe Osiedle XXV-lecia PRL na Osadzie Jana.
- 1968 – rozpoczyna pracę huta cynku i ołowiu w Tarnowskich Górach-Miasteczku Śląskim.
- 1969 (17 września) – przekazano do eksploatacji budynek Zespołu Szkół Zawodowych PKP imienia 25-lecia PRL przy ul. Pokoju 14[5].
- 1969 – miasto otrzymuje drogę obwodową – obwodnicę długości niemal 8 kilometrów.
- 1972 (maj) – oddanie do użytku po czterech latach budowy wiaduktu drogowego łączącego centrum miasta z Płuczkami, rozdzielonych linią kolejową[6].
- 1973 – do miasta zostają przyłączone Repty, większa część Bobrownik i Piekary Rudne.
- 1975 – do Tarnowskich Gór zostają wcielone miasta Strzybnica i Miasteczko Śląskie. Likwidacja powiatu tarnogórskiego.
- 1976
  - (5 września) – oddano do użytku Kopalnię Zabytkową,
  - w Starych Tarnowicach rozpoczyna się budowa Osiedla Gottwalda (od 1977 Osiedle Przyjaźni Polsko-Radzieckiej, ob. Osiedle Przyjaźń), największego osiedla mieszkaniowego Tarnowskich Gór.
- 1977
  - 5 stycznia – oddanie do użytku dworca autobusowego przy ul. Pokoju i Częstochowskiej,
  - 1 lutego – korekta granic miasta; odłączono: Mikołeskę, Boruszowice i Hanusek, które przyłączono razem ze Strzybnicą 2 lata wcześniej[7],
  - 28 kwietnia – gospodarska wizyta I sekretarza KC PZPR Edwarda Gierka i uroczyste otwarcie Szpitala Miejskiego nr 3[8].
- 1980 (21 sierpnia) – wybucha strajk w Fabryce Zmechanizowanych Obudów Ścianowych Fazos (sierpień 1980).
- 1986 – pod auspicjami tarnogórskiego Oddziału PTTK ukazuje się pierwszy numer „Zeszytów Tarnogórskich” – pierwszego regionalnego czasopisma naukowego traktującego o Tarnowskich Górach.
- 1993 – powstanie Instytutu Tarnogórskiego.
- 1997 – założenie Muzeum Instytutu Tarnogórskiego, drugiego muzeum w mieście.
- 2002 – przywrócenie historycznego herbu miasta według nadania z 1562 r.
- 2012 – miasto zyskuje nowy hejnał[9].
- 2013 – u zbiegu ulic Krakowskiej i Tylnej zostaje postawiona pierwsza z serii rzeźb tarnogórskich gwarków[10].
- 2013 – przy ul. Pokoju oddano do użytku nowy dworzec autobusowy[11].
- 2017
  - 1 lipca – miasto wchodzi w skład Górnośląsko-Zagłębiowskiej Metropolii[12],
  - 9 lipca – tarnogórska Kopalnia rud ołowiu, srebra i cynku wraz z systemem gospodarowania wodami podziemnymi zostaje wpisana na listę światowego dziedzictwa UNESCO[13].
- 2020 – miasto nawiedza pierwsza od 200 lat epidemia, tym razem choroby COVID-19, wywołanej przez koronawirusa SARS-CoV-2.
- 2021 – po 158 latach działalności na terenie miasta, Zgromadzenie Sióstr Miłosierdzia św. Karola Boromeusza opuściło Tarnowskie Góry[14].
- 2022 (8 września) – w wyniku nawałnicy w Tarnowskich Górach ma miejsce powódź błyskawiczna[15].

## Burmistrzowie

### Królestwo Czech[16]
- 1528–1539 – Jerzy (Georg) Meininger[a]
- 1539–1541 – Andrzej Heidek
- 1541–1544 – Krzysztof (Cristoph) Reisig
- 1544 – Mikołaj Müntzer
- 1545 – Jan (Johannes) Meisinger
- 1570 – Sebastjan Weidner
- 1571 – Jan (Johannes) Trapp
- 1580 – Malcher Cygan
- 1581 – Jakób Mann
- 1597 – Stanisław Szymkowicz (Szymkowitz)
- 1608 – Krzysztof (Cristoph) Sporer
- 1608–1612 – Jakób Gruzelka[b]
- 1612 – Balcer Mann
- 1616–1617 – Melchior Heinrich
- 1617–1619 – Jakób Gruzełka
- 1630 – Hergesell
- 1632 – Mikołaj Mężyk
- 1639 – Andrzej Paluch
- 1648–1667 – Krystjan Kraker[c]
- 1667–1669 – Marcin Burkard (Martin Burckardt)
- 1671–1673 – Jakób Kocurek
- 1673–1687 – Jan (Johannes) Spaczek[d]
- 1688–1690 – Adam Żurek
- 1691–1692 – Dzielawski
- 1693–1694 – Kaspar Eckart (Eckartt)
- 1694–1697 – Aleksander (Alexander) Zucher
- 1698–1704 – Marcin Tresnak (Martin Treßnag)
- 1705 – Dzielawski
- 1713–1719 – Bernard Bordolo
- 1720–1735 – Bernard Petrasz (Petrasch)[e]
- 1735–1737 – Jan Jarząbek (Jarzombek)
- 1738–1742 – Jan Szóman

### Królestwo Prus[16]
- 1742–1743 – Wacław Weizenecker (Weitzenäcker)
- 1745 – Jan Daniel Baumgart
- 1746 – Karol Pszczyński
- 1751–1753 – Zócher
- 1754 – Franciszek Bernardus[f]
- 1756–1761 – Jerzy Krystjan Boehm
- 1761–1767 – Jan Baumgart[g]
- 1773–1792 – Jan Bogumił Boehm[g]
- 1792–1807 – Johann Cochler[h]
- 1807–1822 – Kaliszek (Kalischek)
- 1823–1841 – Józef Waniek
- 1842–1849 – Antoni (Anton) Klausa
- 1849 – 31 lipca 1860 – Rudolf Malchów (Rudolph Malchow)
- 1861 – 31 lipca 1867 – Hugon Jakobi (Hugo Jacobi)
- 15 lipca 1867 – 31 grudnia 1876 – Henryk Engel

### Cesarstwo Niemieckie[16]
- 1 czerwca 1876 – 30 kwietnia 1877 – Wilhelm Valtmann
- 1 lipca 1877 – 21 sierpnia 1879 – Hildebert Guricke (Hildebardt Güricke)
- 19 stycznia 1880 – 23 stycznia 1892 – Edward Henke
- 25 stycznia 1892 – 31 grudnia 1901 – Szymon (Simon) Kotitschke
- 10 marca 1902 – wrzesień 1921 – Ryszard Otte

### II Rzeczpospolita Polska
- 1921 – Emil Gajdas[i]
- 1922–1933 – Leopold Michatz
- 17 maja 1934 – 15 lutego 1939 – Fryderyk Antes
- 4 kwietnia – 2 września 1939 – Jan Grzbiela

### III Rzesza
- 2 – 16 września 1939 – Friedrich Kuhnert[j]
- 16 września 1939 – 23 stycznia 1945 – Victor Tschauder[k]

### Polska Rzeczpospolita Ludowa
- 23 – 24 stycznia 1945 – mjr Kozłow[l]
- 25 stycznia – 6 sierpnia 1945 – Józef Marek
- w 1963 – Adam Jurczyk[m]
- 1975–1981 – Zdzisław Lewandowski[g]
- 1982–1990 – Stanisław Adamiec[g]

### III Rzeczpospolita Polska
- 7 czerwca 1990 – 20 listopada 2002 – Piotr Hanysek[n]
- 20 listopada 2002 – 5 grudnia 2006 – Kazimierz Szczerba
- od 5 grudnia 2006 – Arkadiusz Czech

## Przewodniczący rady miejskiej

### II Rzeczpospolita Polska[17]
- 1919–1926 – Jan Bondkowski
- 1926–1931 – Paweł Kempka
- 1931–1937 – Józef Jasiulek
- 1937–1939 – Władysław Rowiński

### III Rzeczpospolita Polska
- 1990–1994 – Czesław Lubas
- 1994–1998 – Jan Orzeł
- 1998–2002 – Stefan Karmelita
- 2002–2004 – Arkadiusz Czech
- 2004–2005 – Tadeusz Psiuk
- 2005–2006 – Arkadiusz Czech
- 2006–2010 – Piotr Szczęsny
- 2010–2014 – Stanisław Kowolik
- 2014–2018 – Tomasz Olszewski
- od 2018 – Adrian Wolnik

## Panowie Tarnowskich Gór
- Piastowie
  - Jan II Dobry (książę Opola i Raciborza), współzałożyciel miasta – 1526–1532
- Hohenzollernowie
  - Jerzy Pobożny von Ansbach (margrabia brandenburski na Ansbach, książę Karniowa, potem także Opola i Raciborza, pan Bytomia i Bogumina), współzałożyciel miasta – 1526–1543
  - Jerzy Fryderyk von Ansbach (margrabia na Ansbach, książę Karniowa i Żagania) – 1543–1603
  - Joachim Fryderyk (elektor Brandenburgii) – 1603–1606
  - Jan Jerzy (książę Karniowa) – 1606–1621
  - 1621 – Habsburgowie pozbawili Hohenzollernów wszystkich posiadłości śląskich, w tym miasto Tarnowskie Góry.
- Henckel von Donnersmarckowie
  - Łazarz I Starszy – 1623–1624
  - Łazarz II Młodszy – 1624–1664
  - Jerzy VII Fryderyk – 1664–1671
  - Karol Maksymilian – 1671–1716
  - Leon Maksymilian, 3. wolny pan stanowy Bytomia – 1716–1727
  - Karol Erdmann – 1727–1760
  - Erdmann Gustaw, 6. wolny pan stanowy Bytomia – 1760–1805
  - Gustaw Adolf, 7. wolny pan stanowy Bytomia – 1805–1808

1808 – w wyniku reform w państwie pruskim, miasta uzyskały niezależność.

## Sławni goście

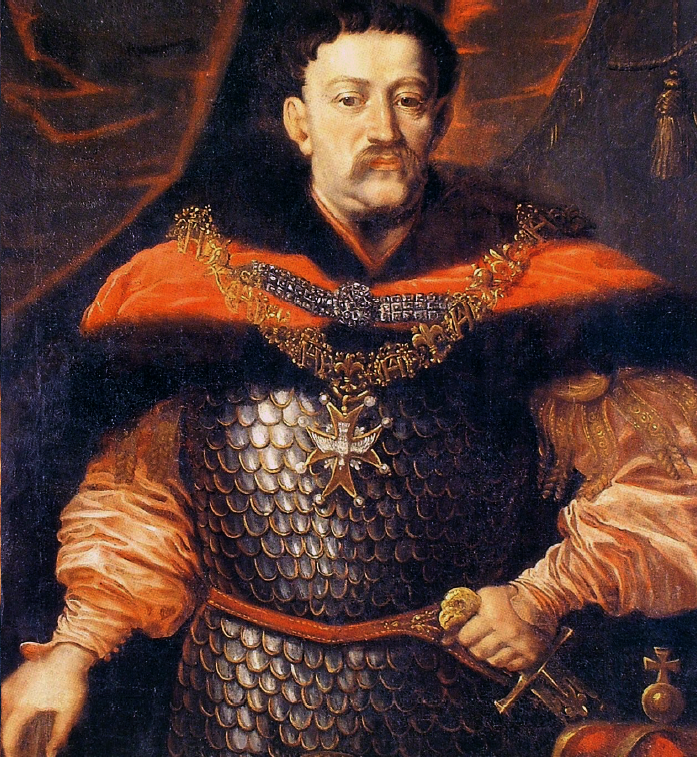
Jan III Sobieski – najsławniejszy gość tarnogórzan

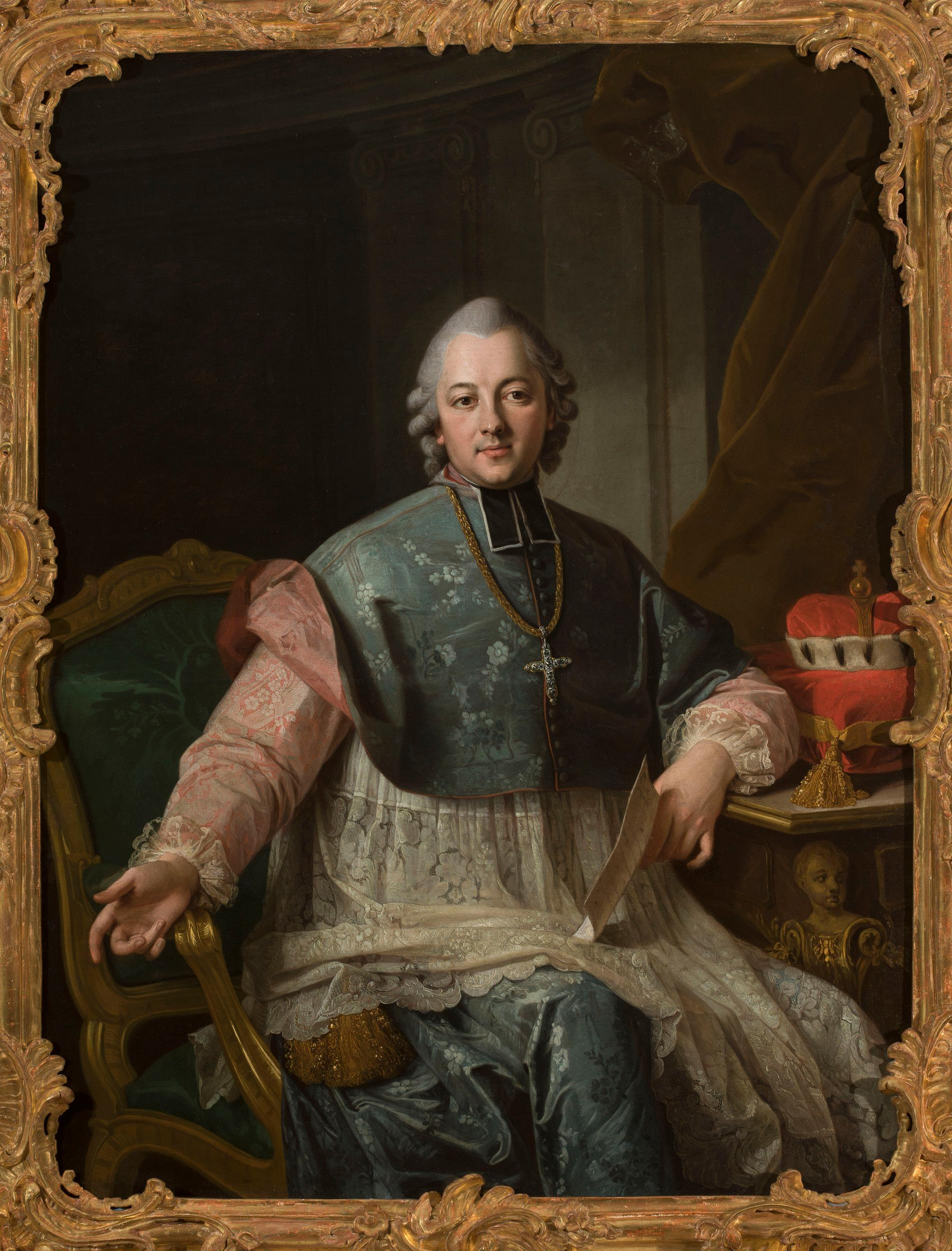
Ignacy Krasicki – znany jako książę-biskup warmiński, w Tarnowskich Górach był już jako książę-arcybiskup gnieźnieński

Miasto na przestrzeni dziejów odwiedziło wiele znanych osób:
- polscy królowie i królowe
  - Eleonora Habsburżanka (późniejsza żona króla Michała Korybuta)
  - Jan III Sobieski z żoną królową Marysieńką, 1683
  - August II Mocny (z dynastii Wettynów), 1697
  - August III Sas (z dynastii Wettynów), 1734
- królowie pruscy (z dynastii Hohenzollernów):
  - Fryderyk Wilhelm II, 1788
  - Fryderyk Wilhelm III, 1788
  - Fryderyk Wilhelm IV, 1819
  - cesarz niemiecki Wilhelm II, 1900
- cesarzowa Eleonora Gonzaga (1630-1686) (wdowa po cesarzu Ferdynandzie III)
- król szwedzki Karol XII (z dynastii Wittelsbachów),
- car Rosji i król Polski Aleksander I Romanow, 1820
- twórcy nauki i literatury:
  - Johann Wolfgang Goethe, 1790
  - Aleksander von Humboldt[18], 1792
  - Ignacy Krasicki, 1796
  - Józef Wybicki, 1804
  - Julian Ursyn Niemcewicz, 1821
  - Robert Koch (późniejszy noblista), 1875
- Politycy:
  - Naczelnik Państwa Józef Piłsudski, 1922
  - Prezydent Polski Stanisław Wojciechowski, 1923
  - były Prezydent Szwajcarii, Felix Calonder, Przewodniczący Komisji Mieszanej dla Górnego Śląska (mieszkał w Świerklańcu jako gość księcia Guidotto Henckel von Donnersmarcka), 1924–1937
- biskup katowicki (późniejszy prymas Polski) August Hlond, 1923

## Tarnowskie Góry jako garnizon wojskowy
Jednostki stacjonujące przed 1914
- 156 Pułk Piechoty (3 Śląski),
- 11 Pułk Strzelców Konnych Cesarstwa Niemieckiego.

Jednostki stacjonujące w latach 1918–1939
- 3 Pułk Ułanów Śląskich,
- 11 Pułk Piechoty.

Jednostki stacjonujące w latach 1939–1945
Jednostki stacjonujące po 1945 (rozwiązane)
- JW 3635 – 115 Dywizjon Artylerii Lekkiej, przeformowany później w 39 Pułk Artylerii
- 8 Dywizjon Rakiet Taktycznych
- JW 4117 – 12 Pułk Kolejowy
- pododdział Wojskowej Służby Wewnętrznej

Jednostki stacjonujące po 1945
- JW 3390 – 5 Tarnogórski Pułk Obrony Przeciwchemicznej im. gen. broni Leona Berbeckiego

## Prasa
- „Gwarek” – tygodnik
- „Przegląd Tarnogórski”
- „Kurier Tarnogórski” – dwutygodnik. Wydawcą był Urząd Miejski w Tarnowskich Górach. W okresie od 7 grudnia 2000 r. do 7 listopada 2002 r. na zlecenie Urzędu czasopismo wydawała Oficyna Monos.
- „Powiat Tarnogórski” – miesięcznik. Czasopismo wydawane przez Oficynę Monos na zlecenie Starostwa Powiatowego w Tarnowskich Górach w okresie od września 2001 r. do kwietnia 2003 r. Ukazało się tylko dwanaście numerów. Formalnie miesięcznik. Faktycznie ukazywał się bardzo nieregularnie.
- „Montes Tarnovicensis” – pismo historyczne dotyczące historii Tarnowskich Gór, ziemi tarnogórskiej i Śląska wydawane od 2000 r.